# Guajira
Guajira (též Punto Guajiro, Punto Cubano) je kubánský hudební styl. Tento styl, původem z Andalusie, se rozvíjel během 18. století především v západních a centrálních provinciích Kuby.

## Charakteristika stylu
Guajiru je možno charakterizovat jako kubánskou country music. Zpěvák se obvykle sám doprovází na kytaru, dalšími doprovodnými nástroji bývají kytara, tres, laud či claves. Slova písní jsou důležitější než melodie obvykle střídající 6/8 a 3/4 takt.
Styly se mohou prolínat: Guajira s rytmem sonu se nazývá guajira-son.

## Varianty stylu
- Punto Libre (též pinareño nebo vueltabajero) pochází ze západních provincií (Havana, Matanzas a Pinar del Rio). Styl je zvláštní tím, že během doby, kdy zpěvák zpívá, doprovodné nástroje přestávají hrát, zpěv podkresluje jen lehký doprovod např. na kytaru. Hraje se v pravidelném tempu.
- Punto Fijo (též Camagüeyano) pochází z centrálních provincií Kuby, odkud se později rozšířil až na východ. Je charakteristický tím, že nástrojový doprovod se během zpěvu nemění.